# رومن کوزوفسکی
رومن کوزوفسکی (انگلیسی: Roman Kozłowski; ۱ فوریهٔ ۱۸۸۹ – ۲ مهٔ ۱۹۷۷) دیرین‌شناس، و استاد دانشگاه اهل لهستان  و از برندگان جایزه آکادمی ملی علوم بود.